# 龙胆木属
龙胆木属（学名：Richeriella）是大戟科下的一个属，为乔木或灌木植物。该属共有2种，分布于印度、马来西亚至菲律宾。